# 世界遗产日 (马来西亚)
世界遗产日是纪念槟城乔治市和马六甲市于2008年7月7日成为世界文化遗产的节日，这个日子在槟城称为“乔治市世界遗产日”（Perisytiharan George Town sebagai Tapak Warisan Dunia / Hari Bandar Warisan Dunia Georgetown），是槟城州法定的公共假日。 世界遗产日的目的是提高民众对物质及非物质文化遗产的认知，同时鼓励民众维护周围的生活环境和古迹建筑。
世界遗产日在马六甲并不是法定的公共假日，但有一系列的表演活动； 在马六甲被列为公共假日的是纪念马六甲市于1989年4月15日成为“历史城”的马六甲历史城日（Perisytiharan Bandar Melaka sebagai Bandaraya Bersejarah），是一个有相似意义的节日。